# Stiroma thoracica
Stiroma thoracica är en insektsart som först beskrevs av Stsl 1858.  Stiroma thoracica ingår i släktet Stiroma och familjen sporrstritar. Inga underarter finns listade i Catalogue of Life.